# Capezoum
Capezoum is een kevergeslacht uit de familie van de boktorren (Cerambycidae). De wetenschappelijke naam van het geslacht werd voor het eerst geldig gepubliceerd in 2003 door Adlbauer.

## Soorten
Capezoum is monotypisch en omvat slechts de volgende soort:
- Capezoum capensis Adlbauer, 2003